# Coolio.com
Albums de Coolio
Gangsta's Paradise
(1995) The Very Best
(2001)
Singles
1. Somebody's Gotta Die
Sortie : 2001
2. Hustler
Sortie : 2001

Coolio.com est le quatrième album studio de Coolio, sorti le 18 avril 2001, uniquement au Japon. 
La plupart des titres sera repris, en 2002, sur l'album El Cool Magnifico.

## Liste des titres
| No  | Titre                                          | Contient un (des) sample(s) de                                                    | Durée |
| --- | ---------------------------------------------- | --------------------------------------------------------------------------------- | ----- |
| 1.  | I Like Girls                                   |                                                                                   | 4:57  |
| 2.  | Yo-Ho-Ho                                       | I Know I've Been Wrong de Mashmakhan                                              | 3:48  |
| 3.  | Gangbangers (featuring Daz Dillinger et Spade) |                                                                                   | 3:42  |
| 4.  | Show Me Love                                   |                                                                                   | 4:04  |
| 5.  | The Hustler (featuring Kenny Rogers)           | The Gambler de Kenny Rogers                                                       | 3:33  |
| 6.  | Right Now                                      | It Takes Two de Rob Base et DJ E-Z Rock                                           | 4:01  |
| 7.  | The Partay                                     |                                                                                   | 3:36  |
| 8.  | Dead Man Walking                               |                                                                                   | 3:22  |
| 9.  | Life                                           |                                                                                   | 3:23  |
| 10. | Would You Still Be Mine                        |                                                                                   | 3:47  |
| 11. | Skirrrrrrrt (featuring B-Real)                 |                                                                                   | 4:12  |
| 12. | Neighborhood Square Dance                      |                                                                                   | 3:40  |
| 13. | These are the Days                             | Nadia's Theme (The Young and the Restless) de Barry De Vorzon et Perry Botkin Jr. | 4:07  |
| 14. | Somebody's Gotta Die (featuring Krayzie Bone)  |                                                                                   | 4:58  |